# Lasiochalcidia birmanus
Lasiochalcidia birmanus är en stekelart som först beskrevs av Mani och Urvashi Dubey 1973.  Lasiochalcidia birmanus ingår i släktet Lasiochalcidia och familjen bredlårsteklar. Inga underarter finns listade i Catalogue of Life.